# Isidro Sala Puigdevall
Isidro Sala Puigdevall (* 29. September 1940 in Vilamalla; † 21. September 2022) war ein spanischer Fußballspieler und Kommunalpolitiker.

## Karriere
Isidro Sala Puigdevall wuchs in Vilamalla auf einem Bauernhof auf. Er kam aus der Jugend von CE Banyoles 1959 zur UE Figueres. 1963 wechselte er zum FC Girona, für den er bis 1976 in der Tercera División 432 Spiele absolvierte.
In der Qualifikation für die Olympischen Sommerspiele 1968 schoss Sala im Hinspiel der Spanier gegen Großbritannien 1:0, wodurch das Team durch ein 0:0 im Rückspiel an den Olympischen Sommerspielen 1968 teilnahm. Dort absolvierte Sala alle 4 Spiele mit der spanischen Auswahl, die am Ende den 5. Platz belegte.
Nach seiner aktiven Laufbahn war Sala als Trainer beim CF Lloret sowie bei der UE Olot tätig. Des Weiteren wurde er Bürgermeister in seiner Heimatstadt Vilamalla.